# Iunguerovka
Iunguerovka (en rus: Юнгеровка) és un poble de l'óblast de Saràtov, a Rússia, segons el cens del 2010 tenia 226 habitants. Pertany al districte municipal de Líssie Gori.